# Соня Джеясілан
Соня Джеясілан (англ. Sonya Jeyaseelan, нар. 24 квітня 1976) — колишня канадська професійна тенісистка.
Здобула два парні титули туру WTA.
Найвищу одиночну позицію рейтингу WTA — 48 місце досягнула 4 грудня 2000, парну — 40 місце — 16 жовтня 2000 року.
Завершила кар'єру 2004 року.

## Фінали турнірів WTA

### Одиночний розряд: 1 (1 поразка)
| Легенда                                      |
| -------------------------------------------- |
| Турніри Великого шолома (0–0)                |
| Фінали Туру WTA (0–0)                        |
| Tier I / Premier Mandatory & Premier 5 (0–0) |
| Tier II / Premier (0–0)                      |
| Tier III, IV & V / International (0–1)       |

| Титули за покриттям |
| ------------------- |
| Тверде (0–0)        |
| Трава (0–0)         |
| Ґрунт (0–1)         |
| Килим (0–0)         |

| Результат | W–L | Дата | Турнір                              | Tier    | Покриття | Опонент      | Рахунок  |
| --------- | --- | ---- | ----------------------------------- | ------- | -------- | ------------ | -------- |
| Поразка   | 0–1 | 1998 | Copa Colsanitas Santander, Колумбія | Tier IV | Ґрунт    | Паола Суарес | 3–6, 4–6 |

### Парний розряд: 3 (2 титули, 1 поразка)
| Легенда                                      |
| -------------------------------------------- |
| Турніри Великого шолома (0–0)                |
| Фінали Туру WTA (0–0)                        |
| Tier I / Premier Mandatory & Premier 5 (0–0) |
| Tier II / Premier (0–0)                      |
| Tier III, IV & V / International (2–1)       |

| Титули за покриттям |
| ------------------- |
| Тверде (0–0)        |
| Трава (0–0)         |
| Ґрунт (2–1)         |
| Килим (0–0)         |

| Результат | W–L | Дата | Турнір                                                | Tier     | Покриття | Партнер         | Опоненти                           | Рахунок       |
| --------- | --- | ---- | ----------------------------------------------------- | -------- | -------- | --------------- | ---------------------------------- | ------------- |
| Поразка   | 0–1 | 1999 | Internazionali Femminili di Tennis di Palermo, Італія | Tier IV  | Ґрунт    | Оса Свенссон    | Тіна Кріжан Катарина Среботнік     | 6–4, 3–6, 0–6 |
| Перемога  | 1–1 | 2000 | Internationaux de Strasbourg, Франція                 | Tier III | Ґрунт    | Флоренсія Лабат | Кім Грант Марія Венто-Кабчі        | 6–4, 6–3      |
| Перемога  | 2–1 | 2003 | Internationaux de Strasbourg, Франція                 | Tier III | Ґрунт    | Мая Матевжич    | Лора Гренвілл Єлена Костанич-Тошич | 6–4, 6–4      |